# Lilla Korrtjärnen
Lilla Korrtjärnen är en sjö i Falu kommun i Dalarna och ingår i Dalälvens huvudavrinningsområde. Sjön har en area på 0,132 kvadratkilometer och ligger 232 meter över havet.

## Delavrinningsområde
Lilla Korrtjärnen ingår i det delavrinningsområde (675266-149957) som SMHI kallar för Mynnar i Balungen. Medelhöjden är 333 meter över havet och ytan är 23,5 kvadratkilometer. Det finns inga avrinningsområden uppströms utan avrinningsområdet är högsta punkten. Avströmmen som avvattnar avrinningsområdet har biflödesordning 3, vilket innebär att vattnet flödar genom totalt 3 vattendrag innan det når havet efter 268 kilometer. Avrinningsområdet består mestadels av skog (82 procent). Avrinningsområdet har 0,13 kvadratkilometer vattenytor vilket ger det en sjöprocent på 0,6 procent.